# جاکلاپالیسور
جاکلاپالیسور (نام علمی: Jaklapallisaurus) نام یک سرده از راسته خزنده‌کفلان است.